# Хайме Родрігес
Хайме Альберто Родрігес Хіменес (ісп. Jaime Alberto Rodríguez Jiménez, 17 січня 1959 року, Сан-Сальвадор) — колишній сальвадорський футболіст і тренер. Учасник Чемпіонату світу 1982.

## Кар'єра
З самого початку кар'єри вважався дуже талановитим гравцем. Виступав за команди з Сальвадору та Мексики. Грав у Німеччині, Фінляндії і Японії, ставши одним з найбільщ видатних сальвадорських футболістів поряд з Махіко Гонсалесом.
Взяв участь у всіх трьох матчах своєї збірної на чемпіонаті світу в Іспанії. Після завершення кар'єри гравця перейшов до тренерської діяльності.
З 2009 року є президентом Сальвадорського інституту спорту.
У 2012 році увійшов до складу футбольної комісії ФІФА.

## Досягнення
- Чемпіон Сальвадору (5): 1977/78, 1978/79, 1989/90, 1993/94
- Володар Кубка чемпіонів КОНКАКАФ (1): 1979
- Срібний призер Чемпіонату націй КОНКАКАФ: 1981